# 1312
| 1312               |
| ------------------ |
| Dødsfald - Fødsler |
|                    |

| Gregoriansk kalender | 1312 MCCCXII            |
| Ab urbe condita      | 2065                    |
| Armensk kalender     | 761 ԹՎ ՉԿԱ              |
| Kinesiske kalender   | 4008 – 4009 辛亥 – 壬子 |
| Etiopisk kalender    | 1304 – 1305             |
| Jødisk kalender      | 5072 – 5073             |
| Hindukalendere       |                         |
| - Vikram Samvat      | 1367 – 1368             |
| - Shaka Samvat       | 1234 – 1235             |
| - Kali Yuga          | 4413 – 4414             |
| Iransk kalender      | 690 – 691               |
| Islamisk kalender    | 712 – 713               |

Konge i Danmark: Erik 6. Menved 1286-1319

## Begivenheder
- April: Tempelridderordenen bliver opløst af pave Clemens 5..
- Bønderne på Sjælland gør oprør mod de høje skatter, men det bliver bekæmpet med hård hånd og mange bønder bliver hængt.

## Født
- 13. november - Edvard 3., konge af England fra 1327 til sin død i 1377.

## Dødsfald
- 6. november - Christina von Stommeln, saligkåret tysk stigmatist (født 1242).
- Valdemar 4. af Slesvig, hertug af Sønderjylland (født ca. 1262).